# تپه شهر سوخته ۳۳۰
تپه شهر سوخته ۳۳۰ مربوط به هزاره سوم قبل از میلاد است و در شهرستان زابل، بخش شیب آب، دهستان لوتک، روستای حومه شهر سوخته، ۲۲/۵ کیلومتری جنوب غرب پایگاه باستان‌شناسی شهر سوخته واقع شده و این اثر در تاریخ ۲۸ اسفند ۱۳۸۵ با شمارهٔ ثبت ۱۸۹۶۳ به‌عنوان یکی از آثار ملی ایران به ثبت رسیده است.